# Calosoma schaefferi
Calosoma schaefferi är en skalbaggsart som beskrevs av Stefan von Breuning. Calosoma schaefferi ingår i släktet Calosoma och familjen jordlöpare. Inga underarter finns listade i Catalogue of Life.